# Iwacewicze
Iwacewicze (biał. Івацэвічы) – miasto na Białorusi, w obwodzie brzeskim, siedziba rejonu iwacewickiego, do 1945 w Polsce, w województwie poleskim, siedziba powiatu iwacewickiego i gminy Iwacewicze.
Wieś szlachecka położona była w końcu XVIII wieku w powiecie słonimskim województwa nowogródzkiego. Dawna posiadłość m.in. Sapiehów, Gołuchowskich i Jundziłłów. W latach 1920–1935 Iwacewicze były miastem w powiecie kosowskim.
Podczas okupacji hitlerowskiej, w październiku 1941 roku Niemcy utworzyli getto dla żydowskich mieszkańców. Przebywało w nim około 1000 osób. W sierpniu 1942 roku Niemcy zlikwidowali getto, a Żydów zamordowano w pobliskim lesie a część wywieziono do getta w Byteniu. Sprawcami zbrodni byli litewscy żołnierze SS oraz białoruska policja. 
W Iwacewiczach urodziła się polska rzeźbiarka Zofia Bilińska.
Jedynym zabytkiem miasta jest dwór Jundziłłów z pocz. XIX wieku.

## Galeria

Iwacewicze za czasów II Rzeczyspopolitej...
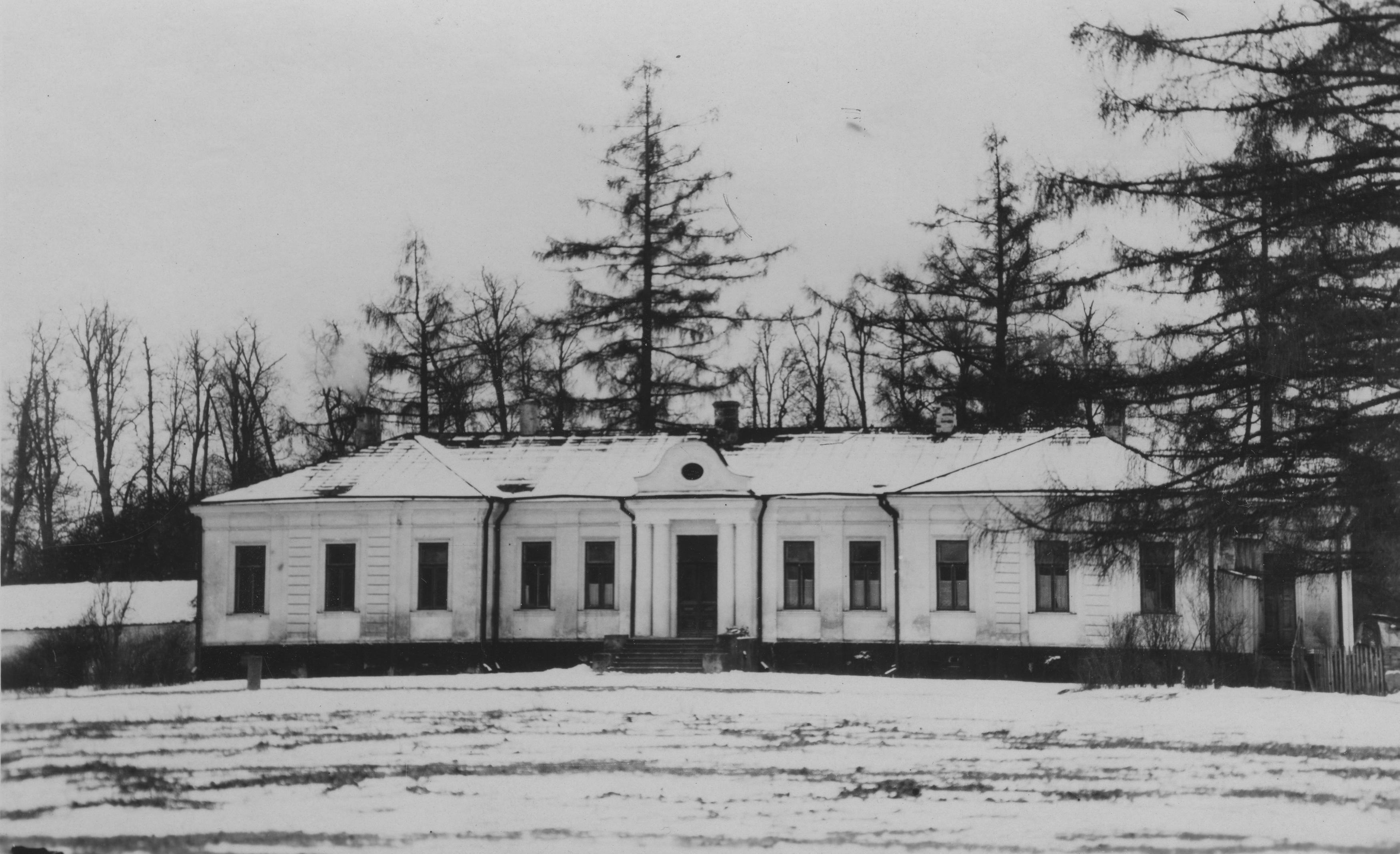
Dwór Jundziłłów
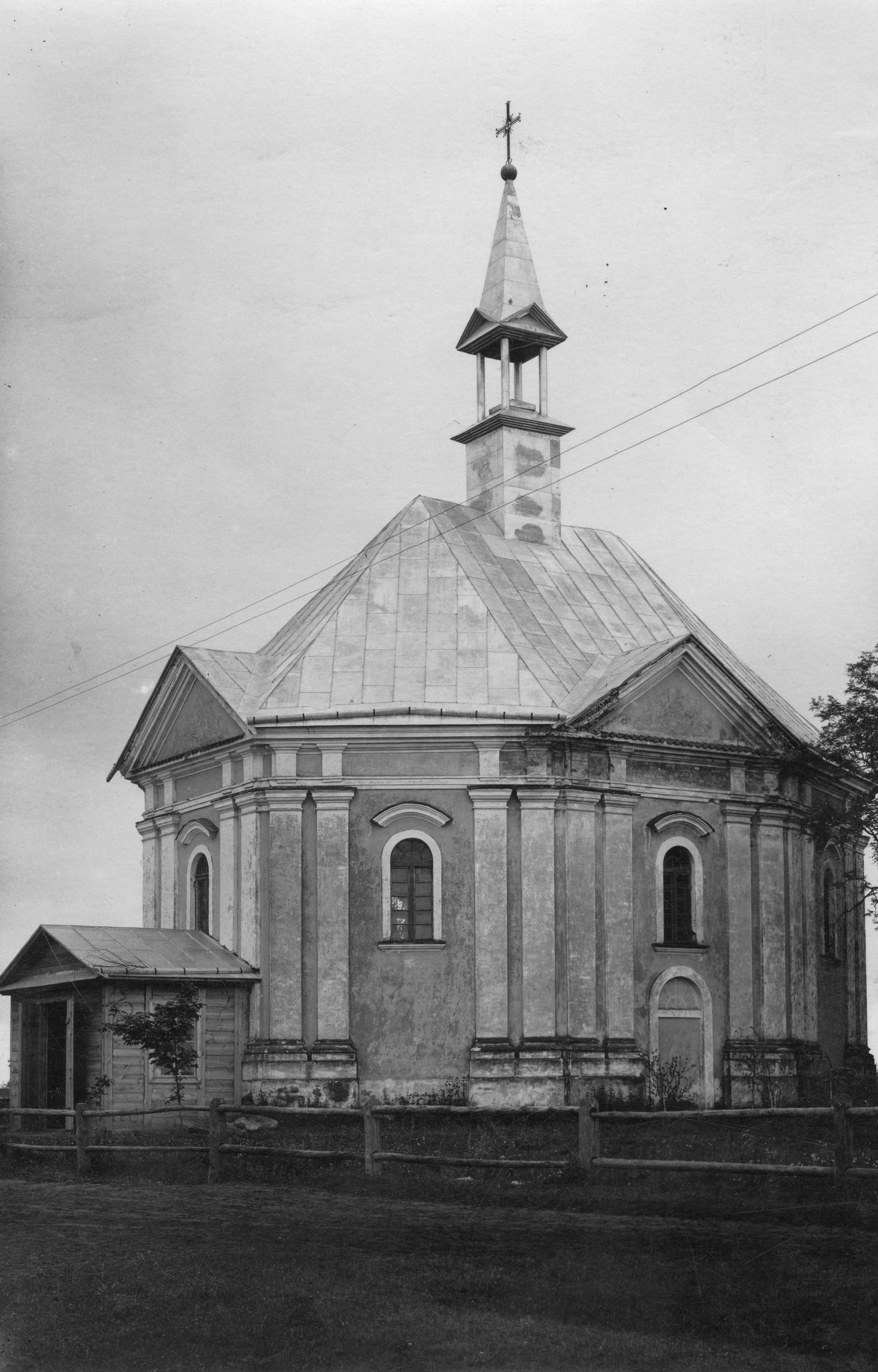
Kościół Podwyższenia Krzyża Św.
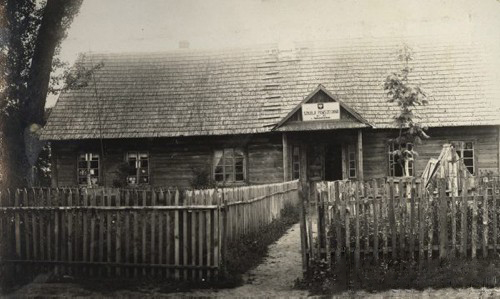
Szkoła podstawowa
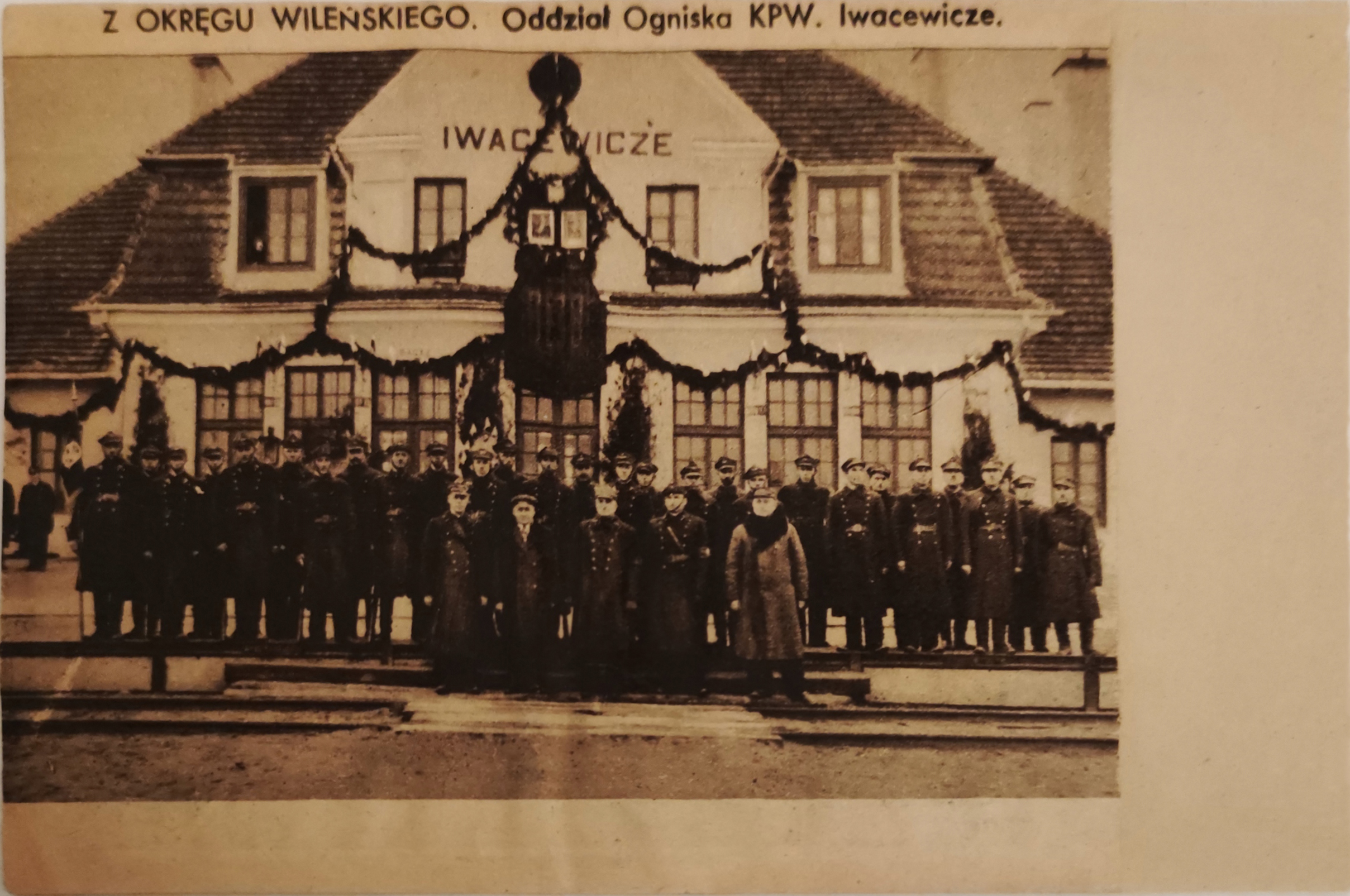
Dworzec kolejowy

... i obecnie
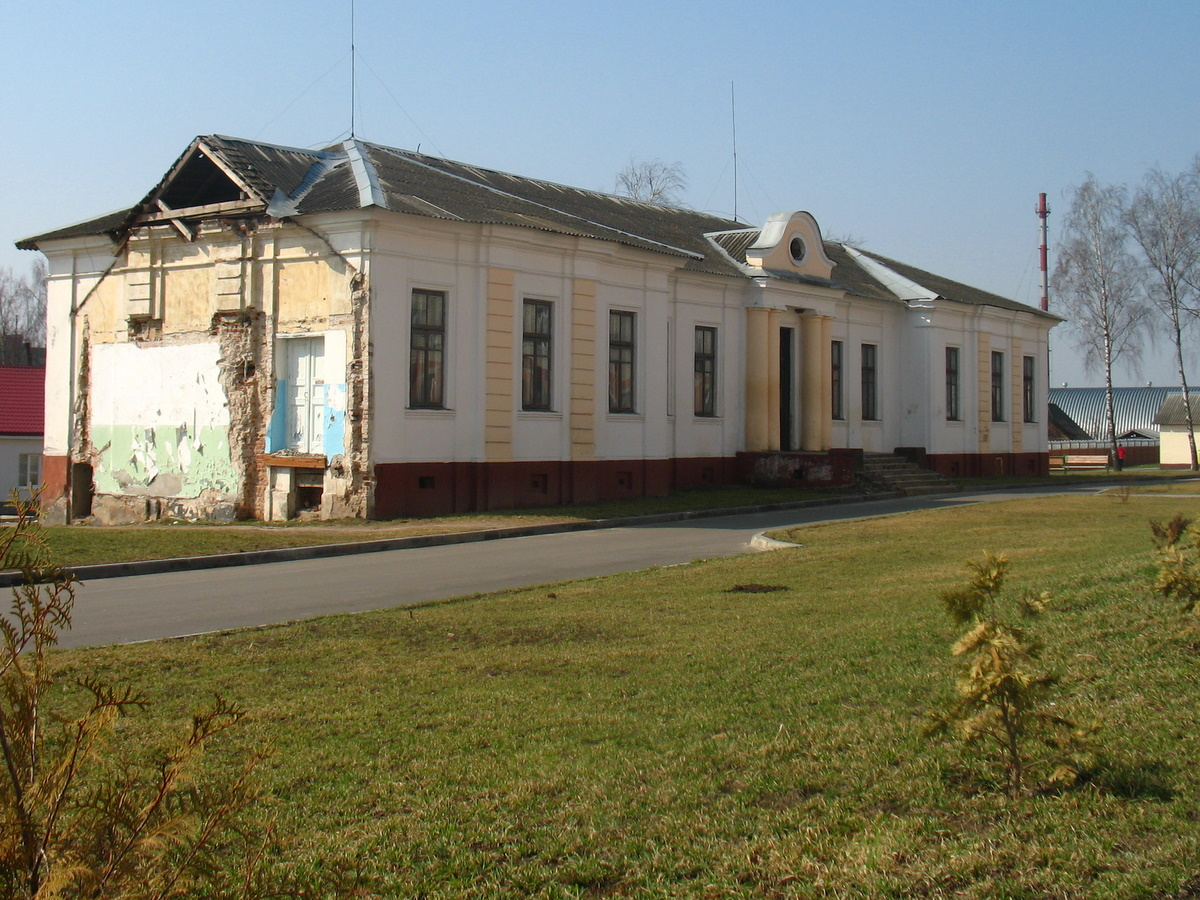
Dwór Jundziłłów, stan z 2011 roku
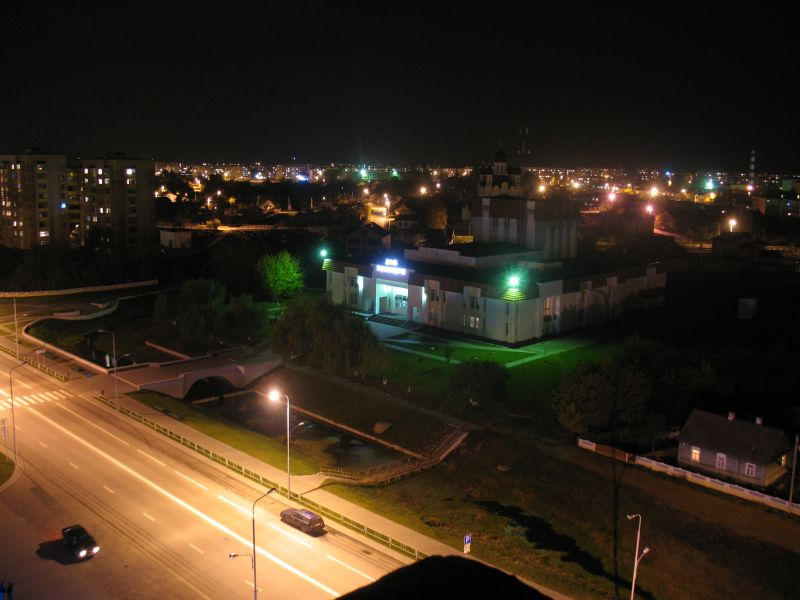
Iwacewicze nocą
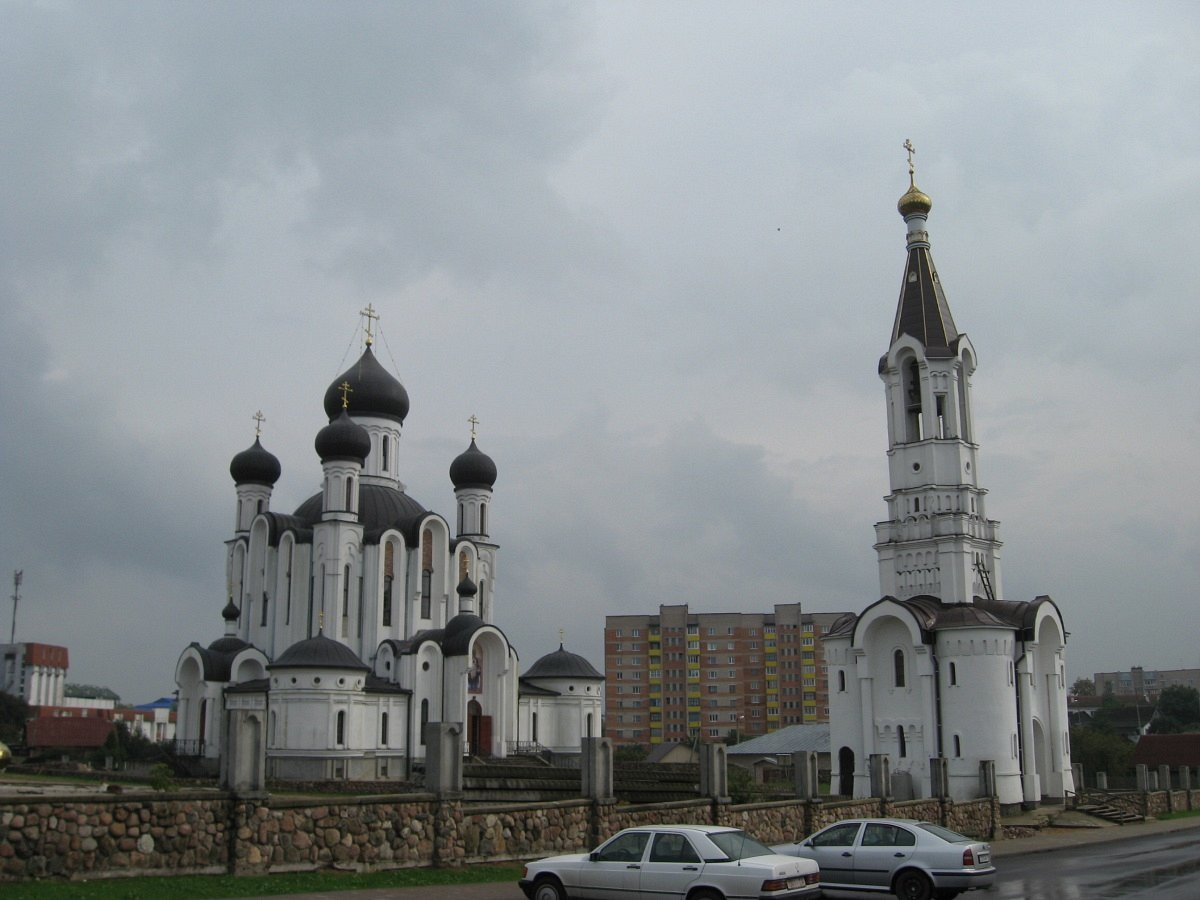
Cerkiew Ikony Matki Bożej „Władająca”
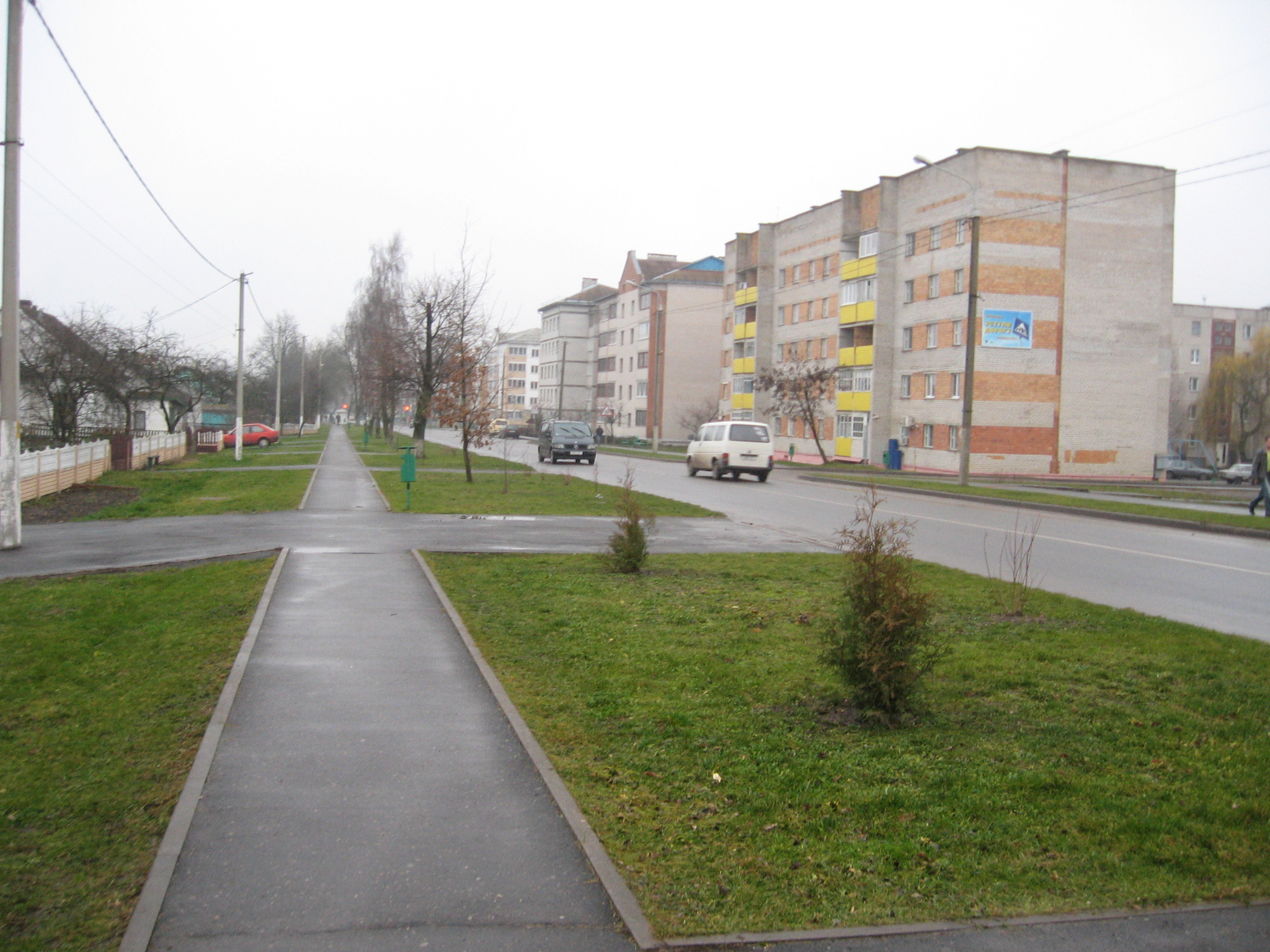
Jedna z ulic miasta